# Přibyslav (district de Náchod)
Pour les articles homonymes, voir Přibyslav (homonymie).
Přibyslav (en allemand : Prenzlau) est une commune du district de Náchod, dans la région de Hradec Králové, en République tchèque. Sa population s'élevait à 203 habitants en 2022.

## Géographie
Přibyslav se trouve à 2 km au nord-nord-est du centre de Nové Město nad Metují, à 5 km au sud de Náchod, à 31 km au nord-ouest de Hradec Králové et à 128 km à l'est-nord-est de Prague.
La commune est limitée par Náchod au nord, par Jestřebí à l'est et au sud, par Nové Město nad Metují et Provodov-Šonov à l'ouest.

## Histoire
La première mention écrite de la localité date de 1358.

## Transports
Par la route, Přibyslav se trouve à 7,5 km de Náchod, à 34 km de Hradec Králové et à 159 km de Prague. 